# 42e cérémonie des Filmfare Awards
La 42e cérémonie des Filmfare Awards s'est déroulée le 23 février 1997 à Bombay en Inde.

## Palmarès

### Récompenses populaires
| Catégorie                                    | Lauréat |
| -------------------------------------------- | --- |
| Meilleur film                                | Raja Hindustani - produit par Ali Morani, Bunty Soorma et Karim Morani - réalisé par Dharmesh Darshan - avec Aamir Khan, Karisma Kapoor, Suresh Oberoi et Johnny Lever |
| Meilleur réalisateur                         | Shekhar Kapur (La Reine des bandits) |
| Meilleur acteur                              | Aamir Khan (Raja Hindustani) |
| Meilleure actrice                            | Karisma Kapoor (Raja Hindustani) |
| Meilleur acteur dans un second rôle          | Amrish Puri (Ghatak) |
| Meilleure actrice dans un second rôle        | Rekha (Khiladiyon Ka Khiladi) |
| Meilleure prestation dans un rôle comique    | Satish Kaushik (Saajan Chale Sasural) |
| Meilleure prestation dans un rôle de méchant | Arbaaz Khan (Daraar) |
| Meilleur espoir masculin                     | Chandrachur Singh (Maachis) |
| Meilleur espoir féminin                      | Seema Biswas |
| Meilleur compositeur                         | Nadeem - Shravan (Raja Hindustani) |
| Meilleur parolier                            | Javed Akhtar, pour la chanson « Ghar Se Nikalte » (Papa Kehte Hain) |
| Meilleur chanteur de play-back               | Udit Narayan, pour la chanson « Pardesi Pardesi » (Raja Hindustani) |
| Meilleure chanteuse de play-back             | Kavita Krishnamurthy, pour la chanson « Aaj Main Upar » (Khamoshi: The Musical)                                                                                        |

### Récompenses spéciales
- R.D. Burman Award : Vishal Dadlani
- Special Award : Govinda, Shobhna Samarth, Nasir Hussain et Pran[1].
- Lifetime Achievement Award : Dharmendra et Mumtaz

### Récompenses des critiques
| Catégorie                  | Lauréat |
| -------------------------- | --- |
| Meilleur film              | Khamoshi: The Musical - produit par Sibte Hassan Rizvi - réalisé par Sanjay Leela Bhansali - avec Nana Patekar, Manisha Koirala, Salman Khan et Seema Biswas |
| Meilleure prestation       | Manisha Koirala (Khamoshi: The Musical) |
| Meilleur film documentaire | Beyond the Himalayas de Goutam Ghose |

### Récompenses techniques
| Catégorie                          | Lauréat                                           |
| ---------------------------------- | ------------------------------------------------- |
| Meilleure histoire                 | Gulzar (Maachis)                                  |
| Meilleur scénario                  | Rajkumar Santoshi (Ghatak)                        |
| Meilleurs dialogues                | Gulzar (Maachis)                                  |
| Meilleure photographie             | Ashok Mehta (La Reine des bandits)                |
| Meilleure direction artistique     | Nitin Desai (Khamoshi: The Musical)               |
| Meilleure chorégraphie             | Chinni Prakash pour « Shaher Ki Ladki » (Rakshak) |
| Meilleur son                       | Jitendra Chowdhary (Khamoshi: The Musical)        |
| Meilleur montage                   | V.N.Mayekar (Ghatak)                              |
| Meilleures cascades                | Akbar Bakshi (Khuladiyon Ka Khiladi)              |
| Meilleure musique d'accompagnement | Sandeep Chowtha (Satya)                           |